# Michio Mado
Michio Mado (Shunan, 16 de novembro de 1909 — 28 de fevereiro de 2014) foi um poeta japonês. Ele venceu o Prêmio Hans Christian Andersen em 1994.